# Калагеоргій Іван Христофорович
Іван Христофорович Калагеоргій (Калагеоргій; 1766 — не раніше 1841) — секунд-майор кірасирського полку імені князя Потьомкіна, син грецького дворянина. Прізвище іноді пишуть як Карагеоргій, змішуючи з сербською князівською династією.

## Біографія
Іван виховувався разом із великим князем Костянтином Павловичем і був з дитинства наближеним до імператорської сім'ї.
4 червня 1794 року одружився з Єлизаветою Тьомкіною, яку вважають дочкою імператриці Катерини II і князя Григорія Потьомкіна. В сім'ї було 4 сина і 6 дочок.
У самому початку XIX століття родина Калагеоргі переїхала в Херсон, оголошений губернським центром. Тут Калагеоргі отримав посаду в Херсонській казенній палаті. У 1809 році він став віце-губернатором. Тільки в 1816 році, отримавши посаду губернатора Катеринославської губернії, переселився до Катеринослава.
У 1820 році відправився на лікування в Желєзноводськ. Лікування допомогло лише частково — Калагеоргі зміг нормально ходити, болі в нозі припинилися, говорити він теж міг, але тихо, а пам'ять повністю не відновилася. Калагеоргі подав у відставку, вона була прийнята, і йому призначили пенсію.
За відгуками сучасників, це був «добра людина і благодійник». Правнук Єлизавети Тьомкіної Дмитро Овсянико-Куликовський у своїх мемуарах писав, що велике сімейство Калагеоргі «жило дружно, весело і шумно, але разом з тим якось дуже неспокійно, чекаючи за часів всяких бід і напастей».